# Piaski (Jedlińsk)
Piaski – przysiółek wsi Jedlińsk w Polsce, położony w województwie mazowieckim, w powiecie radomskim, w gminie Jedlińsk, przy DK7
W latach 1975–1998 przysiółek położony był w województwie radomskim.